# 龍田 (軽巡洋艦)
龍田（たつた）は、日本海軍の二等巡洋艦。天龍型の2番艦で、「天龍」と共に日本海軍初の軽巡洋艦。艦名は奈良県の竜田川から名づけられた。この名を持つ日本海軍の艦船としては2隻目にあたる。

## 艦型

### 竣工時
竣工時の艦型は天龍型軽巡洋艦#艦型も参照。
天龍との識別点として、
- 艦首旗竿の支柱は後方に付く（天龍は前方）[28]。
- 天龍は1番煙突左右に蒸気管が巻き付く（龍田は巻き付いていない）[28]。
- 後部マストは1本で構成されている（天龍は2本を繋げている）[28]。

などがある。

### 竣工後
1923年（大正12年）4月、3番砲の前方に方位測定室を設けて（方位測定用の）空中線を装備した。
空中線の形状は短冊形（長方形）になっている（天龍は菱形）。
1932年（昭和7年）から翌年、または1935年（昭和10年）頃に魚雷発射管は移動式からその場で旋回する形に改め、装備位置が高められた。
1933年（昭和8年）4月16日から5月25日まで佐世保海軍工廠で改装を行った。羅針艦橋の側壁を鋼製の固定式に改め、窓ガラスが設置された（従来はキャンバスで覆う形）。
前面の側壁は垂直であり、天龍（上方が前方に出ている）との識別点になる。
なお、天蓋はキャンバスのままだった。
また前部マストを三脚式に改め（従来は単マスト）、マスト・トップを若干短縮し、クロスツリーを設けて保持する形に改めた。
1936年（昭和11年）11月10日から18日に艦橋周囲に防弾板を設置し、中国方面へ進出した。
1937年（昭和12年）7月に九三式13mm機銃2挺が1番煙突前部の左右に1挺ずつ装備された。
龍田は1938年（昭和13年）12月15日に予備艦となり1940年（昭和15年）11月15日に艦隊に復帰（第18戦隊を編成）した間に
羅針艦橋天蓋を固定化した。
また同じ時期に方位測定用の空中線はループ型に変更された
（1937年（昭和12年）頃とする文献もある）。
混焼缶（ボイラー）は最後まで混焼缶のままとする文献と、重油専焼化されたとする文献がある。
なお、艦橋上の探照灯台ブルワークは前方に延長され、天龍との識別点になっている。
昭和16年度（1941年）の第18戦隊時には2番艦として1番煙突に2本の白線を描いていたが、
開戦時には消された。

### 太平洋戦争時
開戦時の兵装は以下と推定される。
- 三年式14cm砲4門
- 三年式8cm高角砲1門
- 九三式13mm単装機銃2挺
- 三年式機銃2挺
- 山ノ内5cm礼砲2門
- 53cm3連装魚雷発射管2基
- 六年式改二魚雷12本
- 八一式爆雷投射機1基（または2基[注釈 3]）
- 爆雷投下台4基
- 爆雷投下軌道2条
- 九五式爆雷18個
- 須式90cm探照灯2基
- 舷外電路装備

開戦以後の変遷は以下のとおり。
- トラック停泊中の1942年（昭和17年）1月3日から13日に爆雷投下台4基を増備と推定。
- 同年2月19日から28日にトラックで5cm礼砲2門と13mm単装機銃2挺を撤去し、13mm機銃跡に25mm連装機銃2基を装備。
- 舞鶴海軍工廠で同年5月24日から6月15日に3番煙突直後に25mm連装機銃2基を増備し、短艇の位置を前方に移動。前部マスト短縮。艦橋上の探照灯を1番煙突と2番煙突の間に移設。後部マスト直後の須式探照灯を九三式探照灯に換装。魚雷頭部に防弾板を装備。
- 舞鶴海軍工廠で1943年（昭和18年）1月19日から3月24日に6.5mm機銃2挺を7.7mm機銃2挺に換装し艦橋上に装備。舷窓閉塞。艦橋測距儀の改造。
- 1944年（昭和19年）2月10日から20日に播磨造船所で九三式水中聴音機装備。
- 1943年から1944年に逆探装備。

1944年3月の最終時の兵装は以下と推定される
- 50口径三年式14cm砲4門
- 40口径三年式8cm高角砲1門
- 25mm連装機銃4基
- 7.7mm機銃2挺
- 53cm3連装発射管2基
- 六年式改二魚雷12本
- 八一式爆雷投射機1基（または2基）
- 爆雷投下台手動4基、水圧4基
- 爆雷20個以上
- 機雷敷設軌道2条
- 九六式90cm探照灯1基、須式90cm探照灯1基
- 逆探装備、電探無し
- 九三式水中聴音機
- 舷外電路

## 艦歴

### 建造
八四艦隊案の一部として長門、谷風など共に予算が成立した。仮称艦名は「第2号小型巡洋艦」、1916年（大正5年）5月13日龍田（たつた）と命名される。
1917年（大正6年）7月24日佐世保海軍工廠で起工、1918年（大正7年）5月29日午前10時進水、1919年（大正8年）3月31日に竣工した。佐世保鎮守府籍。
同日、利根に代わり第一艦隊第一水雷戦隊に編入された、
1920年（大正9年）、シベリア出兵に参加、船団護衛に従事した。
1921年12月1日、予備艦となる。1922年12月1日、第一艦隊第一水雷戦隊に編入。

### 関東大震災
1923年（大正12年）8月30日龍田は裏長山諸島の錨地に向かう途中の午後6時30分、海図に記載の無い暗礁に触れて船体と機関を若干損傷した。
9月1日に損傷修理のために同地発
3日佐世保に帰港、
6日から入渠し、損傷修理を行った。
関東大震災（9月1日）後、海軍は呉を母港とする艦艇は半数が輸送任務、
佐世保を母港とする艦艇は呉で待機する方針をとった。
佐世保を母港とする龍田は13日の時点では呉方面に在り、
21日まで同方面に在泊した。
17日に第一水雷戦隊各艦も救援活動に向かうことが決定し、
龍田は21日から22日に佐世保へ帰港、
9月23日（午前6時30分）出港、
救援物資として測量艇2隻、木材、医薬品、毛布などを搭載していた。
25日に横須賀で、26日に品川で救援物資を揚陸し、27日（午後2時）、横浜港に入港した。
以後横浜で警備活動に従事、
この時に軍医2名看護兵3名の計5名が停泊中の華山丸に収容した病人けが人、計115名の診療を行った。
龍田は10月4日、第一水雷戦隊所属の各駆逐艦と共に横浜を出港、佐伯に向かい、
龍田の救援活動は終了した。
1923年12月1日、予備艦となる。

### 第四十三号潜水艦と衝突
1924年（大正13年）3月19日、佐世保港外で佐世保鎮守府第1回基本演習がおこなわれた。第四十三号潜水艦が潜水艦母艇見島を仮想敵（輸送船）として襲撃行動を実施中、見島に後続していた龍田と衝突した。司令塔下のハッチが閉鎖されていなかったため、第43号潜水艦は浸水して沈没した。乗組員45名全員が殉職した。衝突原因は第四十三号潜水艦が見島への襲撃に没頭し、見島に後続していた龍田に気付かなかったためという。

### 太平洋戦争まで
1925年、紡績工場での労働争議に端を発した上海の治安悪化に伴い、6月6日に「龍田」は佐世保を発して7日に上海に着き、「龍田」と翌日到着した駆逐艦「葦」、「菫」から陸戦隊が合計230名上陸した。なお、「龍田」は6月6日に第一遣外艦隊に編入されている。8月には陸戦隊の兵力縮小が決まり、「龍田」は陸戦隊を収容して8月27日に上海を離れて29日に佐世保に着いた。8月31日、予備艦となる。
1926年12月1日、第一艦隊第一水雷戦隊に編入。1927年12月1日、予備艦となる。1929年11月30日、佐世保鎮守府部隊に編入。1930年12月1日、予備艦となる。1931年12月1日、佐世保鎮守府部隊に編入。1933年12月1日、佐世保警備戦隊に編入。1934年11月15日、第三艦隊第五水雷戦隊に編入。1935年11月15日、予備艦となる。1936年11月20日、第三艦隊第十戦隊に編入。
1937年（昭和12年）7月8日から1938年（昭和13年）12月15日まで日中戦争で中国沿岸で行動した。
1937年10月20日、第四艦隊第十四戦隊に編入。12月1日、第三艦隊第十戦隊に編入。1938年7月1日、第五艦隊第十戦隊に編入。12月15日、予備艦となる。
1940年（昭和15年）11月15日の戦時編制改定により、第十八戦隊は巡洋艦3隻（鹿島、天龍、龍田）によって再編された。

### 太平洋戦争
1941年（昭和16年）9月1日、舞鶴を出港しトラックに進出した。戦争勃発前の編制変更により鹿島は第四艦隊の旗艦として独立、第十八戦隊は天龍型軽巡2隻（天龍、龍田）となった。
12月8日太平洋戦争の開始によりウェーク島攻略のため援護部隊としてクェゼリン環礁を出撃した。12月11日に行われたウェーク島攻略戦では日本軍は如月、疾風と2隻の駆逐艦を失い作戦は失敗に終わった。「龍田」はアメリカ戦闘機の銃撃によって死者1名、負傷者9名を出した。12月21日、2度目のウェーク島攻略作戦のため龍田を含む攻略部隊はクェゼリン環礁を出撃した。22日から23日にかけて行われた戦いで日本軍はウェーク島を占領した。
1942年1月3日、第十八戦隊はトラックに入港。1月、ラバウルとカビエンの攻略作戦が行われた。第十八戦隊は第二十三駆逐隊などと共にR攻略部隊の支隊となり、カビエン攻略を行うこととなった。R攻略部隊支隊は1942年1月20日にトラックより出撃し、1月22日にカビエンに到着。敵のいないカビエンを占領した。1月25日からは周辺地域の掃蕩が行われた。「天龍」は1月25日にウエストハーバー付近、1月26日にチングオン島、エミラウ島、1月28日にタバール島の掃蕩を行った。2月9日にはスルミ、ガスマタ上陸が行われ、第十八戦隊はその掩護にあたった。2月11日、カビエンに帰投。以後、周辺の残敵掃蕩を行った。
2月17日、第十八戦隊はトラックに向けカビエン発。2月19日にトラックに到着し、「龍田」と「天龍」では13ミリ単装機銃2基の25ミリ連装機銃2基への換装と5センチ礼砲の撤去が行われた。
次はラエ：サラモア攻略作戦（SR作戦）で、第十八戦隊は第六戦隊、第二十三駆逐隊と共に支援部隊となった。支援部隊は3月2日にトラックを発し、3月5日にラバウル着。ラエ・サラモア攻略にあたるSR方面攻略部隊は3月5日にラバウルを出撃し、3月8日日にラエ・サラモアに上陸した。支援部隊も攻略部隊に続いて3月5日に出撃し、攻略部隊の間接支援を行った後ブカ島へ向かった。3月9日にブカ島沖に着き、翌日にかけて掃蕩や内火艇によるクインカロラ湾の測深などを実施。3月10日にラバウルへ向かって翌日到着。その後、敵機動部隊来襲に備えて再びクインカロラ湾に進出するが、3月18日にカビエンに移った。
6月にはポートモレスビー攻略作戦のため出撃したが珊瑚海海戦の結果作戦は中止された。
その後はガダルカナル島やポナペ島への輸送任務に従事した。
1942年12月24日、第八艦隊附属となった。
1943年（昭和18年）4月1日、練成部隊として第一艦隊第十一水雷戦隊が結成され、龍田はこの部隊の旗艦となった（この頃には最早天龍型が旧式などという贅沢は言っていられない時期であった）。

### 沈没
1944年（昭和19年）3月12日、「龍田」はサイパン島への輸送作戦である東松2号船団の護衛部隊旗艦として横須賀を出港。翌13日3時頃、八丈島沖で強風と波浪で視界不良のためアメリカ潜水艦「サンドランス」の発見が遅れ雷撃を許した。「サンドランス」は「龍田」と海軍徴用輸送船「国陽丸」に向け艦首から4本、艦尾から2本の6本の魚雷を発射し、「国陽丸」に1本、「龍田」の右舷に1本命中した。「龍田」はこの雷撃で後部機械室と罐室が破壊され、航行不能に陥った。懸命の応急修理が試みられたが船体の老朽化もあって浸水が止まらず、雷撃から約12時間後の15時36分に沈没した。
「龍田」は同年5月10日に除籍された。

## 公試成績
| 実施日        | 種類     | 排水量    | 回転数    | 出力      | 速力         | 場所   | 備考 | 出典   |
| ------------- | -------- | --------- | --------- | --------- | ------------ | ------ | ---- | ------ |
| 1919年1月30日 | 全力公試 |           | 432.6rpm  | 58,686SHP | 32.765ノット |        |      | [ 22 ] |
| 1926年12月6日 | 修理公試 | 3,656トン | 393.45rpm | 51,101SHP | 32.054ノット | 三重沖 |      | [ 86 ] |

## 歴代艦長
※『艦長たちの軍艦史』131-133頁、『日本海軍史』第9巻・第10巻の「将官履歴」及び『官報』に基づく。階級は就任時のもの。

### 艤装員長
1. 加々良乙比古 中佐：1918年5月1日 - 1918年9月20日[87]
2. （兼）加々良乙比古 中佐：1918年9月20日[87] - 1919年3月31日

### 艦長
1. 加々良乙比古 中佐：1918年9月20日[87] - 1920年10月2日[88] ※1918.12.1大佐
2. 大寺量吉 大佐：1920年10月2日 - 1921年11月20日[89]
3. （心得）河村達蔵 中佐：1921年11月20日 - 1921年12月1日
4. 河村達蔵 大佐：1921年12月1日 - 1922年5月29日
5. 高橋武次郎 大佐：1922年6月10日 - 1922年11月20日
6. 館明次郎 大佐：1922年11月20日 - 1923年5月10日
7. 竹内正 大佐：1923年5月10日 - 1923年12月1日
8. 市村久雄 大佐：1923年12月1日 - 1924年3月6日[90]
9. （兼）吉田茂明 大佐：1924年3月6日[90] - 1924年3月25日[91]
10. 松崎直 大佐：1924年3月25日 - 1924年11月10日
11. 柴山司馬 中佐：1924年11月10日[92] - 1925年12月1日
12. 新山良幸 大佐：1925年12月1日 - 1926年5月20日
13. 高木平次 大佐：1926年5月20日 - 1926年11月1日
14. 岩村兼言 大佐：1926年11月1日 - 1927年12月1日
15. 山本松四 大佐：1927年12月1日 - 1929年5月1日
16. 川名彪雄 大佐：1929年5月1日 - 1929年11月30日
17. 丹下薫二 大佐：1929年11月30日 - 1930年11月20日
18. 作間応雄 大佐：1930年11月20日 - 1931年12月1日
19. 松木益吉 大佐：1931年12月1日 - 1932年12月1日
20. 藍原有孝 大佐：1932年12月1日 - 1933年11月15日
21. 大島四郎 大佐：1933年11月15日 - 1934年11月1日
22. 原忠一 大佐：1934年11月1日 - 1935年11月15日
23. 八代祐吉 大佐：1935年11月15日 - 1936年6月1日
24. 福田貞三郎 大佐：1936年6月1日 - 1937年4月1日
25. 高柳儀八 大佐：1937年4月1日 - 1937年12月1日
26. 山口次平 大佐：1937年12月1日 - 1938年8月20日
27. 伊藤安之進 大佐：1938年8月20日 - 1939年5月25日[93]
28. 松良祐宏（考行）大佐：1939年5月25日 - 1940年9月25日
29. 沢正雄 大佐：1940年9月25日 - 1941年8月20日
30. 馬場良文 大佐：1941年8月20日 -
31. 吉村真武 大佐：1942年7月20日 -
32. 船木守衛 大佐：1943年1月7日 -
33. 小川莚喜 大佐：1943年4月5日 - 1943年12月22日
34. 島居威美 大佐：1943年12月22日 -

## その他
料理の「竜田揚げ」は、当艦の料理長が発明したものだとする説がある。ある日、龍田の料理長はフライを揚げる予定だったが、小麦粉がないことに気づき、小麦粉の代わりに、片栗粉を使用したら、船員達に好評だったことから竜田揚げになったという説である。